# 柳拜乐队
柳拜乐队是一个俄罗斯摇滚乐队，成立于20世纪80年代末。他们的音乐糅合了摇滚乐、俄国民歌和军旅音乐的特点。自1989年第一张专辑《Атас!》推出至今，已经累计推出了13张专辑，并曾在俄国的克里姆林宫与加拿大公开演出。

## 乐队概况

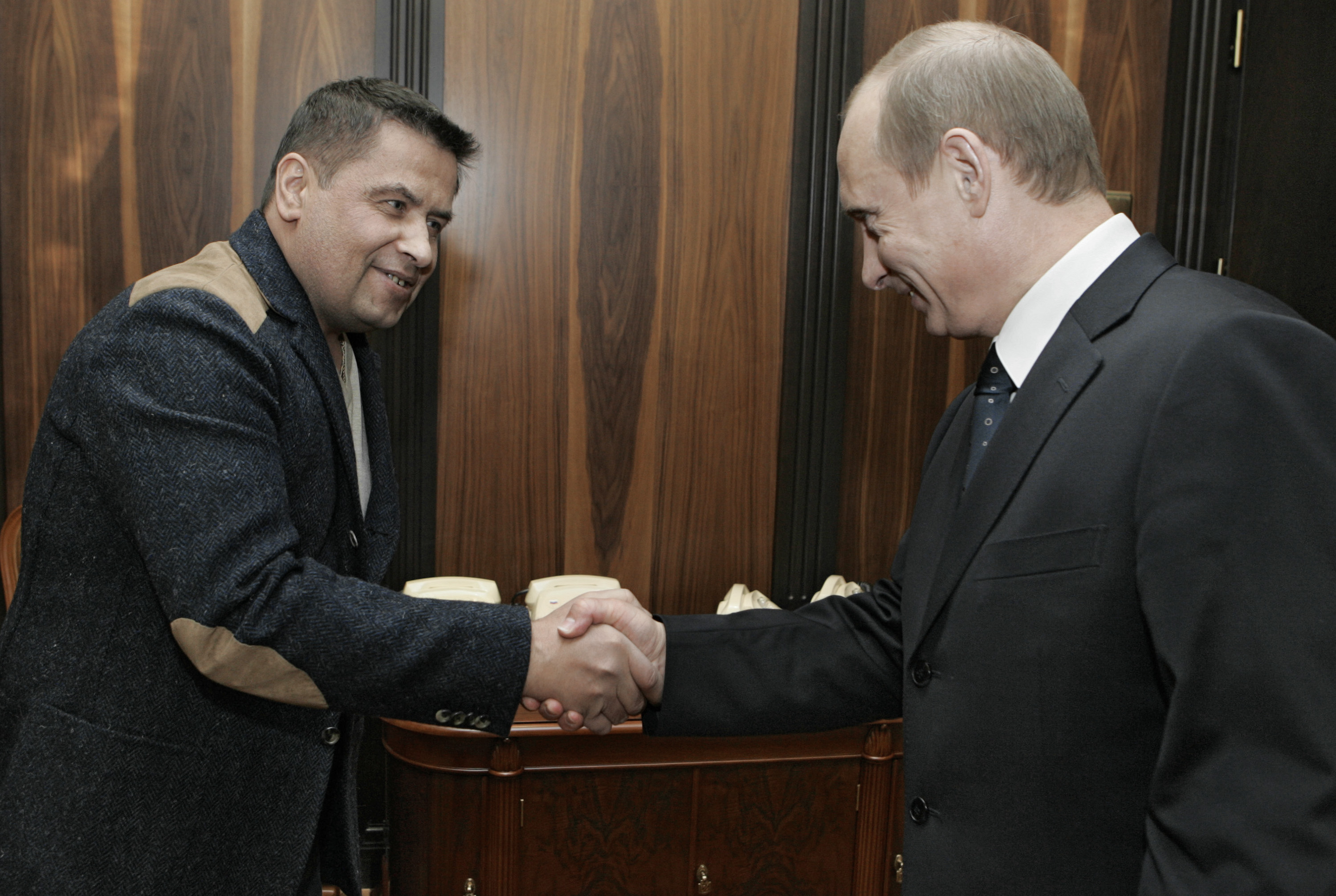
普京与柳拜乐队主唱尼科拉·拉斯托尔古耶夫

柳拜樂團一共有6位乐队成员，由乐队主唱尼科拉·拉斯托尔古耶夫——一位获得过俄罗斯人民艺术家荣誉的歌手领导。歌曲主要是由俄国的流行音乐出版人伊戈爾·馬特維延科创作。在20世纪90年代中期，他们与其他乐队一起推出过一张纪念甲壳虫乐队的特辑。在2005年推出的唱片，《Рассея》（译作《拉谢亚》），里面有一首摇滚版的俄罗斯联邦国歌。柳拜樂團的歌曲几乎全部都是俄语歌曲，除了一首叫做《No more Barricades》的英文歌。
他们是少数的能够有广大乐迷的摇滚乐队，前来听其演唱会的人通常覆盖男女老少。普京也曾于2008年聆听其演唱会。

## 历史沿革

### 早期
柳拜樂團乐队的成员都是在莫斯科州的柳別爾齊（緊接莫斯科東南側，莫斯科衛星城市）长大，除了主唱手尼科拉只是在那里居住了几年而已。柳別爾齊类似于纽约的皇后区，由于那里生活的人们较为贫困，诞生了一些描述生活和渴求的音乐，柳拜樂團最初就是这样一个乐队。1989年1月，柳拜樂團成立。并在同年推出第一张正式专辑《Атас！》（大意是“滚开！”）。当时，戈尔巴乔夫的经济改革陷入困境，苏联犯罪率急剧上升，人民开始怀念那个虽不富裕但是都能得到温饱的年代。
1992年，当时苏联解体将近1年，柳拜樂團推出了新专辑《Кто сказал, что мы плохо жили..?》（谁说我们生活贫苦...？）。当时俄国正处于新道路探索期，他们用这张唱片表达他们的想法。其中《Не валяй дурака, Америка》宣泄了对美国的强硬政治和领土扩张不满，而唯一的英文歌《No More Barricade》唱出了俄国人民对民主的向往。
1993年，专辑《Зона Любэ》推出。这张唱片以后，乐队开始向民歌方向前进。

### 转变
1994年，第一次车臣战争爆发，在这场战争中，俄军受到叛军的重创。国防部长格拉乔夫亲自指挥攻城。由于指挥不当等因素，许多年轻的士兵在战争中白白死去。人民只能从对过去出色的领导人的缅怀中得到慰藉。
两年后的1996年，柳拜樂團推出新专辑《Комбат》（正确译名为《营长》，但由于“Комбат”在羅馬化寫法中是“Kombat”，与英文单词“combat”（戰鬥）相近，故又译为《战斗》）。这张唱片的内容围绕着战争的残酷，但大部分的歌曲都在鼓舞着人们勇敢的战斗。其中同名歌曲《Комбат》让每一个参与过或者没有参与过战争的人感受战争的感觉，比如歌词的中心句：А на войне, как на войне（那场战争，就是战争），而另一句“За нами Россия, Москва и Арбат!”（为了我们的的俄罗斯、莫斯科和阿尔巴特！ ）则在纪念卫国战争的胜利，抚慰刚刚结束的战争带来的痛苦。
同年，柳拜樂團推出精选集《Собрание сочинений. Том I 》。次年又推出新专辑《Песни о людях》（人民的歌曲），并在1998年推出这张专辑的Live演唱会及唱片。《Песни о людях》被一些网友推为Lubeh最优秀的专辑，认为这张专辑显示了他们无论在音乐技巧上还是对人生理解上都已臻于成熟。
新世纪开始的2000年，柳拜樂團发行专辑《Полустаночки》（某些网站翻译为《小车站》）。这张专辑比起上一张更为浪漫（比如《Эх, Москва!》），同时也包含了一首跟《Комбат》差不多的《Солдат》。2001年，Lubeh的第二张精选集《Собрание сочинений. Том II 》发售。

### 新世纪
2002年，新专辑《Давай за...》（可以译作《为了……》或者《为了……而举杯》）推出。同名歌曲《Давай за...》首次用了Rap的手法演绎，继续描写战争的残酷。这首歌在中国互联网上获得不少网友的好评。随后又举行演唱会并发行了纪念专辑《Юбилей. Лучшие песни》（《周年纪念。精选歌曲》）。在2004年发行的《Ребята нашего полка》（团里的战友），继续把战争说下去。
2005年推出了专辑《Рассея》。关于这张专辑的命名，尼科拉说：“因为我们都活在俄罗斯（Россия），这个我们深爱着的国家。”这是一张歌唱俄罗斯的歌曲，不论是第一首歌《От Волги до Енисея》（从伏尔加河到叶尼塞河）还是最后一首歌《Берёзы》（白桦树），尤其是第十首的《俄罗斯联邦颂》，都表达了乐队对祖国的真诚的爱。
2007年1月23日晚上，柳拜樂團在莫斯科克里姆林宫举行演唱会，俄罗斯联邦总统普京及其他官员出席观看演出。5月2日，柳拜樂團推出了DVD《ЛЮБЭ》，这是一张音乐录像合辑。同年，乐队发行专辑《«ЛЮБЭ» В РОССИИ》，但官方网站并没有相关新闻，只是在唱片集列表里面提及。
2008年4月，乐队主唱尼科拉·拉斯托尔古耶夫突然病重入院，后来在7月1日的新闻稿中宣布他出院，并提到他在出院后去了奥地利休息。9月，柳拜樂團与俄罗斯年轻流行女歌手維多利亞·達伊尼科合作推出单曲《МОЙ АДМИРАЛ》（我的舰长，my admiral），并在 官方网站 免费提供下载。10月24日，柳拜樂團在InterCHARM 2008展会上推出“ЛЮБЭ”香水，一共有3款，分别用3首经典歌曲命名：«КОМБАТ»， «АТАС» 和 «ДАВАЙ»，并在11月赠送一套给俄罗斯联邦总理普京。同年，乐队发行第三张合辑《СОБРАНИЕ СОЧИНЕНИЙ. ТОМ 3》，但官方网站并没有相关新闻，与《«ЛЮБЭ» В РОССИИ》一样只在唱片集列表里面提及。
2009年2月22日，为了纪念乐队成立20周年，柳拜樂團在克里姆林宫举行演唱会。在这次演唱会开始之前，俄罗斯联邦总理普京向他们表示衷心的支持，并对希望其演出顺利。这场演唱会在2月27日下午15时40分在莫斯科第一电视台进行录播。2月26日，新专辑《Свои》发行，包含11首新歌并附送其中3首歌曲的合唱版。4月19日，乐队伴唱Анатолий Кулешов在早上7点出门时遇到交通事故，经抢救无效身亡。他在乐队成立20年以来一直担任伴唱总监和伴唱手，并曾获得俄罗斯功勋音乐家称号。此消息最早是在俄语版维基百科的条目中发布，次日百度Lube吧成为最早发布此消息的中文网站。乐队官方网站在21日发布正式新闻稿，并附带乐队经理伊戈尔·马特维延科、乐队另一位伴唱手Алексей Тарасов和键盘/手风琴手Виталий Локтев的悼词。10月至11月，乐队到保加利亚巡演。12月22日，乐队作曲兼经理人伊戈尔·马特维延科在莫斯科救世主大教堂获颁俄罗斯作家协会荣誉奖。柳拜樂團及其他同属伊戈尔·马特维延科演艺中心 （页面存档备份，存于） 的演艺人将于2010年1月29日晚上8点在莫斯科番红花城市大厅（Крокус Сити Холл，Crocus City Hall）为马特维延科50岁庆生开演唱会。12月28日，《共青团真理报》读者投票评选俄罗斯乐坛各项年度最佳，柳拜樂團在年度最佳乐队评选中获得290802张有效票中的28%，荣获《共青团真理报》2009年最佳乐队称号。2010年,在卫国战争胜利日65周年节日晚会上,表演了""Комбат""一曲。
2013年俄罗斯国庆日当天，柳拜乐队翻唱了经过改编的《红军最强大》。2015年电影《这里的黎明静悄悄》的片尾曲也由柳拜乐队和阿尔法特种部队军官演唱。
2022年3月18日，时值俄罗斯向乌克兰发动的入侵行动正在进行，乐队在莫斯科卢日尼基体育场出席纪念俄罗斯兼并克里米亚八周年的大型政治集会，现场表演战时爱国主义歌曲。

## 乐队成员

### 演出
- 尼科拉·拉斯托尔古耶夫（俄语：Расторгуев, Николай Вячеславович） — 主唱、原声吉他
- 帕维尔·乌萨诺夫（俄语：Усанов, Павел Анатольевич） — 贝司
- 亚历山大·叶若欣（Александр Ерохин） — 打击乐
- 维塔利·洛克捷夫（俄语：Локтев, Виталий Феоктистович） — 键盘、手风琴
- 阿列克谢·霍赫洛夫（Алексей Хохлов） — 吉他
- 尤里·瑞马诺夫（Юрий Рыманов） — 吉他
- 阿列克谢·塔拉索夫（Алексей Тарасов） — 伴唱

### 创作
- 伊戈尔·马特维延科（Игорь Матвиенко） — 作曲、乐队经理
- 亚历山大·沙加诺夫（Александр Шаганов） — 作词
- 米哈伊尔·安德烈耶夫（Михаил Андреев） — 作词

### 已退出乐队/已故成员
- 瑞那特·巴赫杰夫（Ринат Бахтеев） — 打击乐
- 尤里·瑞帕赫（Юрий Рипях） — 打击乐
- 亚历山大·达维多夫（Александр Давыдов） — 键盘
- 亚历山大·尼科拉耶夫（Александр Николаев，已故） — 贝司
- 亚历山大·拜恩贝尔格（Александр Вайнберг） — 贝司、独奏吉他
- 谢尔盖·巴什里科夫（Сергей Башлыков） — 贝司
- 维亚切斯拉夫·杰瑞绍诺克（Вячеслав Терешонок）  — 吉他
- 叶甫盖尼·那斯布林（Евгений Насибулин） — 伴唱
- 欧列格·杰宁（Олег Зенин） — 伴唱
- 谢尔盖·别列古达（Сергей Перегуда） — 吉他
- 安东尼·库列绍夫（Анатолий Кулешов，已故） - 伴唱

## 专辑
- Атас (1989)
- Кто сказал, что мы плохо жили..? (1992)
- Зона Любэ (1993)
- Комбат (1996)
- Песни о людях (1997)
- Полустаночки (2000)
- Давай за... (2002)
- Рассея (2005)
- Свои (2009)
- За тебя, Родина-мать!(2015)

### 精选集
- Собрание сочинений. Том I (1996)
- Песни из концертной программы 24 февраля 1998 года（1998，双碟，演唱会录音）
- Собрание сочинений. Том II (2001)
- Юбилей. Лучшие песни（2002，双碟，演唱会录音）
- Ребята нашего полка (2004)
- «ЛЮБЭ» В РОССИИ (2007)
- Собрание сочинений. Том 3 (2008)

### DVD
- ЛЮБЭ（2007，双DVD）

### 音乐视频
- 1992 — Не валяй дурака, Америка
- 1994 — Конь（演唱会版）
- 1994 — Луна
- 1994 — На воле
- 1994 — Давай-наяривай
- 1997 — Там за туманами
- 1997 — Ребята с нашего двора
- 1997 — Ребята с нашего двора（新闻镜头）
- 1999 — Прорвёмся!
- 2000 — Солдат
- 2002 — Давай за ...
- 2002 — Давай за ...（录影厂版）
- 2004 — Берёзы（Николай Расторгуев与Сергей Безруков）
- 2004 — По высокой траве（Любэ与“阿尔法”军官组合）
- 2008 — Сталевары России